# 新北市板橋區重慶國民小學
新北市板橋區重慶國民小學（正式名稱為新北市立重慶國民小學），是一所位於臺灣新北市板橋區五權里的公立國民小學，成立於1990年8月1日。該校校地原為台貿九村所用，經徵收約得校地2.7公頃，並由首任籌備校長傅育寧完成階段性創校。

## 歷任校長及沿革
1990年8月1日，傅育寧赴任校長，徵收校地，規畫校舍。
1994年8月，開始招生。
1997年8月1日，高宏煙赴任校長，完成五權樓校舍新建工程、中庭美化工程及操場工程。
1999年8月1日，黃春榮赴任校長。
2003年8月1日，池勝南赴任校長，辦理校地收回，確定產權，並完成游泳池委外經營。
2011年8月1日，王秀燕赴任校長。
2013年8月1日，黃宏傑赴任校長。
2016年8月1日，張宗義赴任校長。
2024年8月1日，許清林赴任校長。

## 校內建設
校園內主要共有4棟5層樓高的建築，分別為廣和樓、和平樓、五權樓、重慶樓。校園外的建築則有體育館一棟。

### 廣和樓
行政樓，所有行政處室皆於此棟樓。
- 校長室
- 學務處
- 教務處
- 總務處
- 輔導室
- 健康中心
- 教師辦公室
- 視聽中心

### 和平樓
- 幼稚園部
- 幼兒園辦公室（原合作社位置）

### 五權樓
- 體育器材室

### 重慶樓
- 圖書館

### 操場
位於五權樓東側，跑道長度約200公尺

### 籃球場
位於重慶樓南側

### 體育館
位於和平樓北側，以天橋與和平樓二樓相互連結。
- 游泳池
- 韻律教室
- 室內球場兼禮堂

## 校區環境背景

### 學區
位於住商混合區。受自由學區劃分，學區外之學生來自中和、土城，約佔總學生數四分之一。

### 周邊設施
五權公園、廣福公園、愛買、社區活動中心、謝銘豐版畫社區教室、國慶郵局郵件處理中心、國慶市場、重慶路後站商圈。

### 交通
附近有臺北捷運府中站及亞東醫院站。

## 本校之固定學區
- 板橋區：和平里、廣福里、五權里、重慶里(1~4、14~16、20、26~29、32及36~38鄰)
- 自由校區：重慶里(5~13、17~19、21~25、30~31及33~35鄰)(後埔國小、重慶國小之自由學區) 中和區壽德里、明德里

## 校內單位
- 國小部
- 幼稚園部
- 行政部

## 外部連結
- （繁體中文）重慶國小官網 （页面存档备份，存于）
- （繁體中文）板橋市重慶國小，Facebook粉絲專頁